# La poderosa sierva de Dios
La poderosa sierva de Dios (en alemán Gottes mächtige Dienerin) es una miniserie de producción germanoitaliana. Cuenta la historia de la monja alemana sor Pascalina Lehnert, asistente del papa Pío XII.
Está basada en el libro biográfico La potente serva di Dio. Suor Pascalina Lehnert, de la historiadora alemana Martha Schad, publicado en 2007.

## Reparto
- Christine Neubauer: Sor Pascalina
- Remo Girone: Eugenio Pacelli, papa Pio XII
- Thomas Loibl: Padre Andreas
- Ulrich Gebauer: Cardenal Faulhaber
- Renato Scarpa: Papa Pio XI
- Tina Engel: Sor Tharsilla Thanner
- Emily Behr: Theresa